# اعتصامات جامعة غازي 2024
اعتصامات جامعة غازي 2024 هي مظاهرات سلمية لدعم فلسطين تحولت إلى اضطراب بين مؤيدي فلسطين والأتراك القوميين في جامعة غازي في مدينة أنقرة التركية.

## أحداث
في الثالث من مايو/أيار لعام 2024، صلى مجموعة من طلاب جامعة غازي صلاة الجمعة، وأقاموا مسيرات كجزء من الاعتصامات الجامعية الداعمة لفلسطين. حيث رفعت الأعلام الفلسطينية والتركية، وحضر العديد من المدرسين والطلاب وأقاموا العديد من الخطابات باللغات العربية والتركية والإنجليزية. في المقابل، قامت مجموعة من القوميين الأتراك بمسيرة في اليوم ذاته لإحياء يوم التركية. وعندما بدأ المتظاهرون المؤيدون لفلسطين بالتكبير والهتاف بشعارات عربية، شعر القوميون الأتراك بالاستفزاز حيث تم مقاطعة هتافاتهم، التي كانوا يهتفون بها "سعيد من قال أنا تركي". ثم اضطر الأمن للتدخل لمرافقة المتظاهرين مؤيدي فلسطين لمكان آمن داخل الجامعة بعد أن تم الاعتداء عليهم من القوميين. وكان معظم المعتدين من أعضاء حزب النصر وأنصار الفكر الكمالي. وكان من الحاضرين بعض الذئاب الرمادية من حزب الحركة القومية وبعض المثاليين اللذين أعطوا فرصة لطلاب الجامعات لوقف الهتافات العربية قبل الانضمام إلى الاعتداءات بعد أن رفض الطلاب وقف هتافهم. وعرَّف المعتدون أنفسهم بأنهم "قوميون" و "تركيون" دون تخصيص أي انتماء سياسي. وقام أعضاء "قاعدة تضامن أنقرة- فلسطين" بالاعتصام خارج حرم الجامعة للمطالبة بالعدالة.